# Schönste, liebe mich
Schönste, liebe mich (Originaltitel: Love Me Tonight) ist eine US-amerikanische Filmkomödie von Rouben Mamoulian aus dem Jahr 1932. Das Drehbuch basiert auf einem Theaterstück von Paul Armont und Léopold Marchand. Die Premiere fand am 12. August 1932 statt. In Deutschland erschien der Film am 14. Oktober 1932 unter dem Titel Schloß im Mond in den Kinos. Am 2. Februar 1971 wurde eine um sechs Minuten gekürzte Fernsehfassung in der ARD in der Originalfassung mit deutschen Untertiteln ausgestrahlt.

## Handlung
Der lebenslustige Pariser Schneider Maurice Courtelin müht sich redlich, um sein Geld zu verdienen. Für den aus angesehener Familie kommenden Grafen de Vareze hat er soeben 15 Anzüge angefertigt. Er muss erfahren, dass der Graf zahlungsunfähig ist und daher bei anderen Schneidern in Paris einen schlechten Ruf besitzt. Also macht sich Maurice auf den Weg zum Château d’Artelins, wo de Varezes steinreicher Onkel, der Herzog d'Artelins, lebt. Der Herzog ist jedoch sparsam, so gibt er etwa auch seiner verschwenderischen Nichte Valentine schon länger kein Geld mehr. Valentine und Gilbert halten sich lieber in Paris statt bei ihrem Onkel auf, weil die bei diesem anwesende, überwiegend betagte Adelsgesellschaft keine sonderliche Unterhaltung bietet.
Auf der Fahrt zum Château d’Artelins kommt es beinahe zu einem Zusammenstoß mit der Kutsche der Prinzessin Jeanette. Maurice ist sofort in die stolze Frau verliebt. Auch Jeanette fühlt sich zu dem gesellschaftlich unter ihr stehenden Mann hingezogen, gibt sich allerdings zunächst empört. Jeanette ist ebenfalls eine Nichte des Herzogs und lebt deshalb auch im Château. Dort angekommen, fällt sie in eine Ohnmacht. Der hinzugezogene Arzt gibt zu bedenken, dass eine Hochzeit mit einem etwa gleichaltrigen Mann sie heilen könne. Zuvor war Jeannette mit einem Greis verheiratet worden und ist deshalb trotz ihrer 22 Jahre bereits Witwe.
Als Maurice das Château erreicht, wird er von dem nervösen de Vareze dem Herzog als Baron vorgestellt. De Vareze traut sich nämlich nicht, seinem Onkel die Geldprobleme zu beichten. Nun ist Maurice, wenn auch unabsichtlich, Teil der höheren Gesellschaft. Maurice nimmt an einer Jagd teil und rettet dabei das gejagte Reh. Zur gleichen Zeit findet der Graf de Savignac, ein erfolgloser Verehrer von Jeanette, heraus, dass Maurice keinen Stammbaum hat. De Vareze erklärt dem Herzog, Maurice sei unter einem Pseudonym unterwegs. Man lässt zu Maurices Ehren einen Kostümball ausrichten. Maurice tritt dabei in einfacher Straßenkleidung auf, was von den Adeligen als originelles Kostüm gefeiert wird. Während des Festes folgt er Jeanette in den Garten und gesteht ihr seine Liebe. Auch sie erklärt ihm, sie wolle ihn lieben, egal wer er auch immer sei – sie geht dabei aber weiterhin davon aus, dass er adelig ist.
Am nächsten Morgen kritisiert Maurice die Arbeit von Jeanettes Näherin an ihrer neuen Reituniform. Die Näherin kündigt daraufhin. Als der Herzog Maurice in einer verfänglichen Situation mit Jeannette erwischt, erklärt dieser, er nehme nur ihre Maße für die Kleidung. So wird Maurice dazu gezwungen, die Reituniform innerhalb von zwei Stunden fertigstellen. De Vareze und de Savignac schließen eine Wette um 50.000 Franc ab, ob Maurice das schafft. De Vareze setzt auf Maurice, gewinnt und kann seine Schuld begleichen. Maurice verlässt das Château und nimmt einen Zug nach Paris.
Jeanette wird klar, dass sie Maurice liebt, auch über die standesgemäßen Grenzen hinweg. Sie nimmt das schnellste Pferd, das im Stall ist, und folgt dem Zug. Sie ruft hinüber, dass sie gerne die Frau eines Schneiders sein möchte, doch Maurice antwortet ihr nicht. Erst als Jeanette auf den Gleisen steht und den Zug zu einer Vollbremsung zwingt, schließen sich die beiden in die Arme.

## Hintergrund
Der Film ist einer der 700 Produktionen der Paramount Pictures, die zwischen 1929 und 1949 gedreht wurden, und deren Fernsehrechte 1958 an die Universal Pictures verkauft wurden.
Ursprünglich war der Film 104 Minuten lang. Bei seiner Wiederaufführung nach 1934 wurden nach den Richtlinien des Hays Code acht Minuten herausgeschnitten. Diese fehlenden acht Minuten gelten als verschollen.
Der ehemalige Theater- und Musicalregisseur Mamoulian setzte hier neue Maßstäbe für Filmmusicals. Erstaunlich war vor allem, dass das Drehbuch erst nach der Komposition der einzelnen Songs fertiggestellt wurde. Die Ausstattung des Films lag in den Händen des gebürtigen Deutschen Hans Dreier, die Kostüme stammen von Edith Head.

## Soundtrack
Die Lieder des Films wurden von Richard Rodgers komponiert, die Songtexte stammen von Lorenz Hart. Die Titel der Songs waren:
- That’s the Song of Paree
- Isn’t It Romantic
- Lover
- Mimi
- A Woman Needs Something Like That
- Deer Hunt
- The Poor Apache
- Love Me Tonight
- The Son of a Gun Is Nothing But a Tailor

Das Lied Deer Hunt ist das einzige Stück ohne Text.

## Kritiken
Das Lexikon des internationalen Films beschreibt den Film als „eines der amüsantesten und fantasievollsten Musicals der frühen Tonfilmzeit. Geistreich genutzte Pointen, Stilkontraste und die Handhabung der technischen Möglichkeiten lassen auch heute noch die innovative Bedeutung des Films erkennen und verhelfen nach wie vor zu ungetrübter Unterhaltung.“ Variety befand, der Film sei „köstlich ausgearbeitet in Struktur, Darstellung und Regie“.
Der TV Guide lobte die „atemberaubende Wirkung“ und Mamoulians „Mut im Spiel mit Bild und Ton“. Der TimeOut Filmguide schrieb, „die Songs unterstützen die Handlung, die Dialoge sind geistreich, der ganze Film ist eine ironische Phantasie, die nie zäh wird“. Auch der Evangelische Film-Beobachter geizte nicht mit Lob: „Musicalfilm […] von einem zu Unrecht vergessenen Regisseur […]. Die Geschichte des Pariser Schneiders […], der sich als Baron ausgibt, ist ebenso mit Humor und eingängiger Musik wie mit filmtechnischen Besonderheiten angereichert.“

## Auszeichnungen
Im Jahr 1990 wurde der Film in das National Film Registry aufgenommen.